# Square de La Touche
Le square de La Touche est un espace vert de Rennes, situé dans le quartier de La Touche.

## Histoire
Ce parc a été ouvert en 1937. Il fut dessiné par l'architecte Yves Le Moine. Le parc fut aménagé dans un contexte d'extension et d'embellissement de la ville, afin de doter d'équipements publics les quartiers ouvriers de la ville et d'aménager un espace de détente.

## Situation
Le parc prend la forme d'un pentagone situé entre les rues Pierre-et-Marie-Curie, Jacques-Defermon-des-Chapelières, et Maréchal-Lyautey. 